# Передньомоторна, задньопривідна компоновка

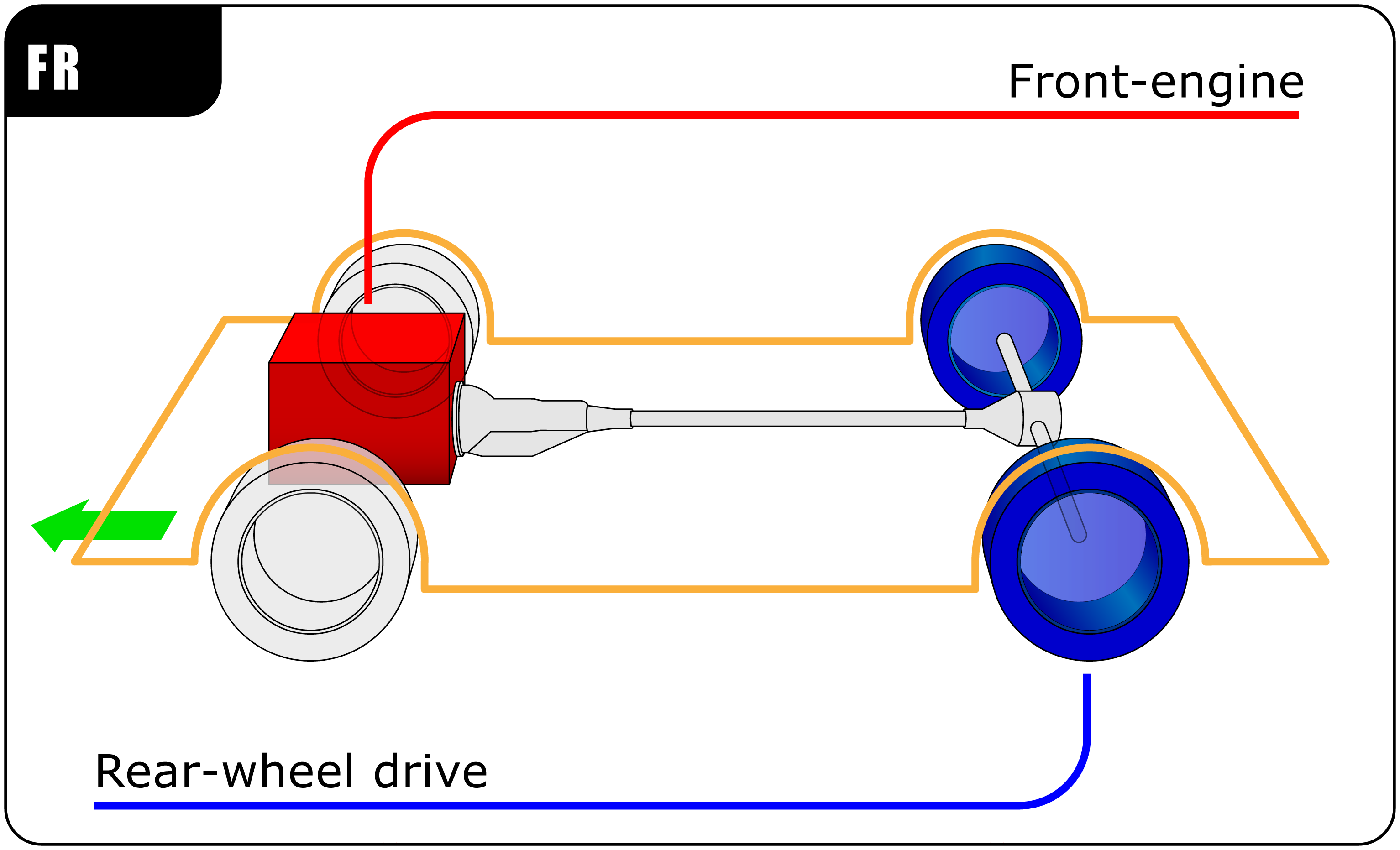
FR компонування

У автомобільному дизайні компонування з переднім двигуном і заднім приводом (FR) — це автомобільна конструкція з переднім двигуном і заднім приводом, з’єднаними через карданний вал. Таке розташування з двигуном, розташованим на передній осі, було традиційним компонуванням автомобіля протягом більшої частини 20 століття. Також використовується у вантажівках, пікапах, автобусах із високою підлогою та шкільних автобусах.
Компонування FR було значною мірою витіснене наприкінці 20-го століття компоновками з переднім двигуном, переднім приводом (FF) і повним приводом (AWD).

## Спереду центральне розташування двигуна, задньопривідна компоновка

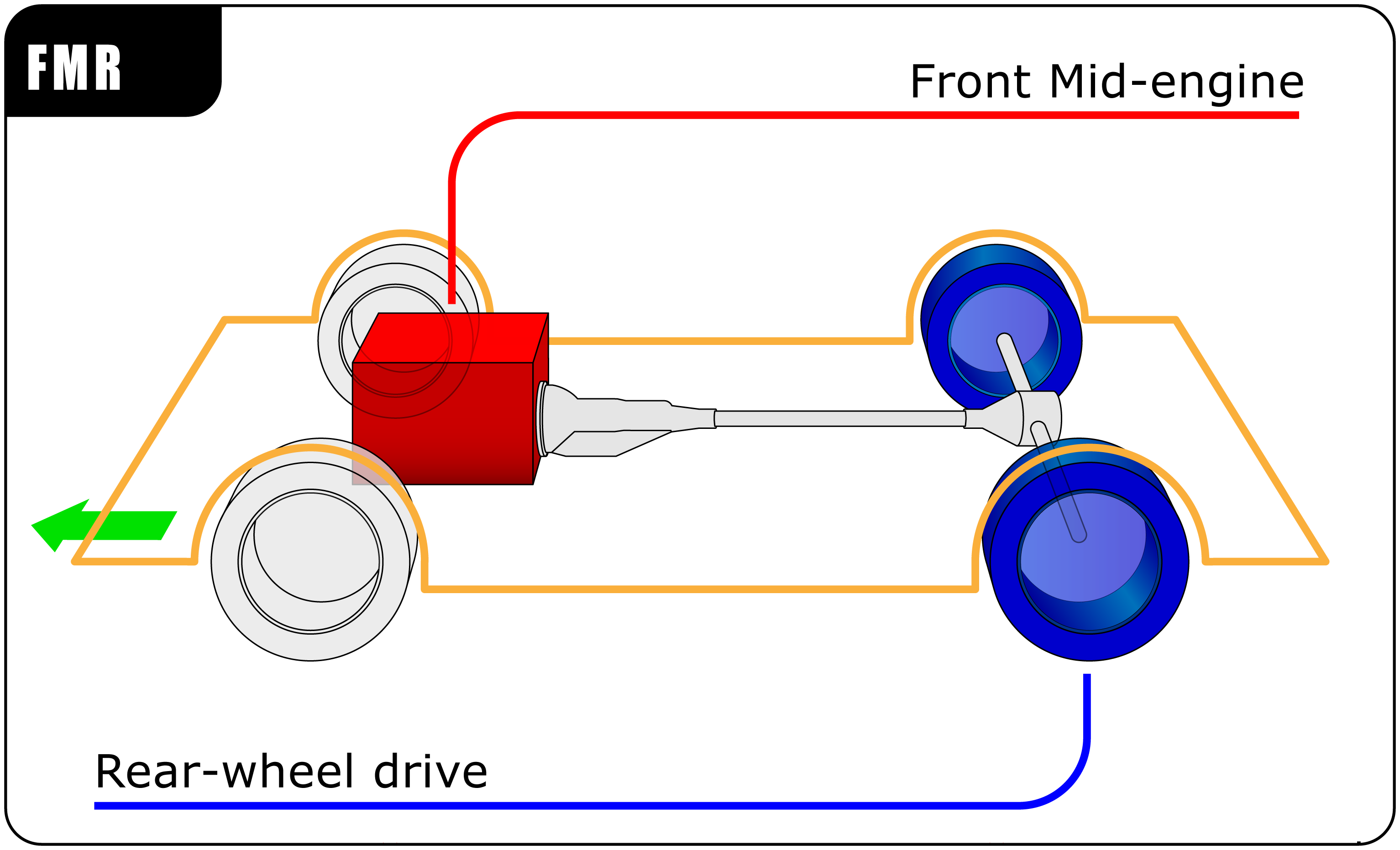
Компонування FMR, двигун розташований за передньою віссю

Задньопривідна компоновка двигуна з центральним розташуванням двигуна (FMR) розміщує двигун у передній частині автомобіля, але за передньою віссю, яка також приводить в рух задні колеса через карданний вал. Зміщення центру маси двигуна назад сприяє розподілу ваги спереду/заду та зменшує момент інерції, що покращує керованість автомобіля. Незважаючи на те, що механічне розташування автомобіля FMR практично таке ж, як і автомобіля FR, класифікація деяких моделей того самого автомобіля може відрізнятися як FR або FMR залежно від довжини двигуна (наприклад, 4-циліндровий проти 6-циліндрового). і його центр маси по відношенню до передньої осі.
Автомобілі FMR часто характеризуються довгим капотом і передніми колесами, які висунуті вперед до кутів автомобіля, близько до переднього бампера. Гранд-турери типу 2+2 часто мають компонування FMR, оскільки задній двигун не залишає багато місця для задніх сидінь.

## Галерея

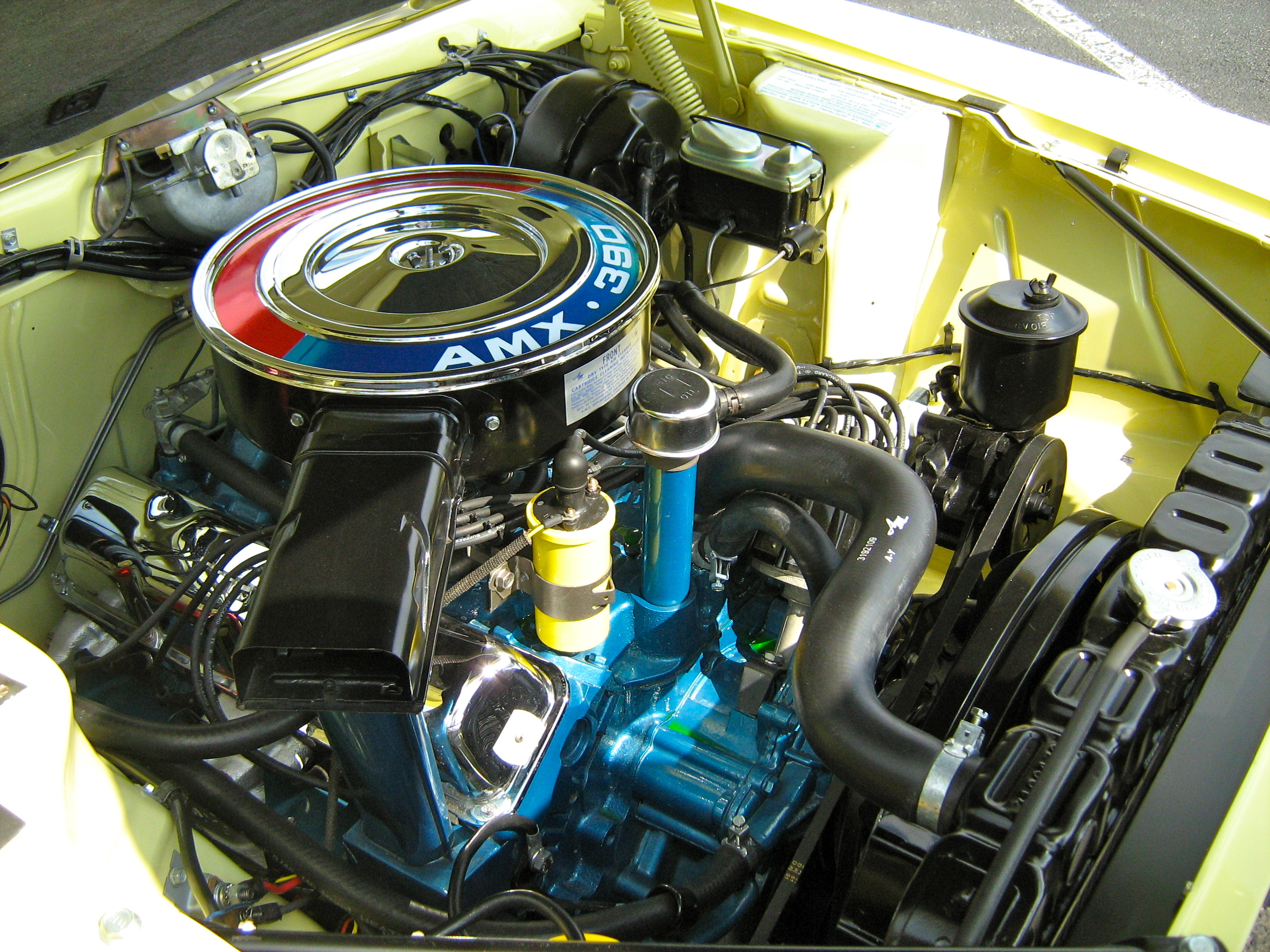
Двигун 390 cd V8 у FR 1968 AMC AMX функціонально розташовується на передній осі, при цьому центральна лінія амортизаторів фактично розділяє центр очисника повітря навпіл.
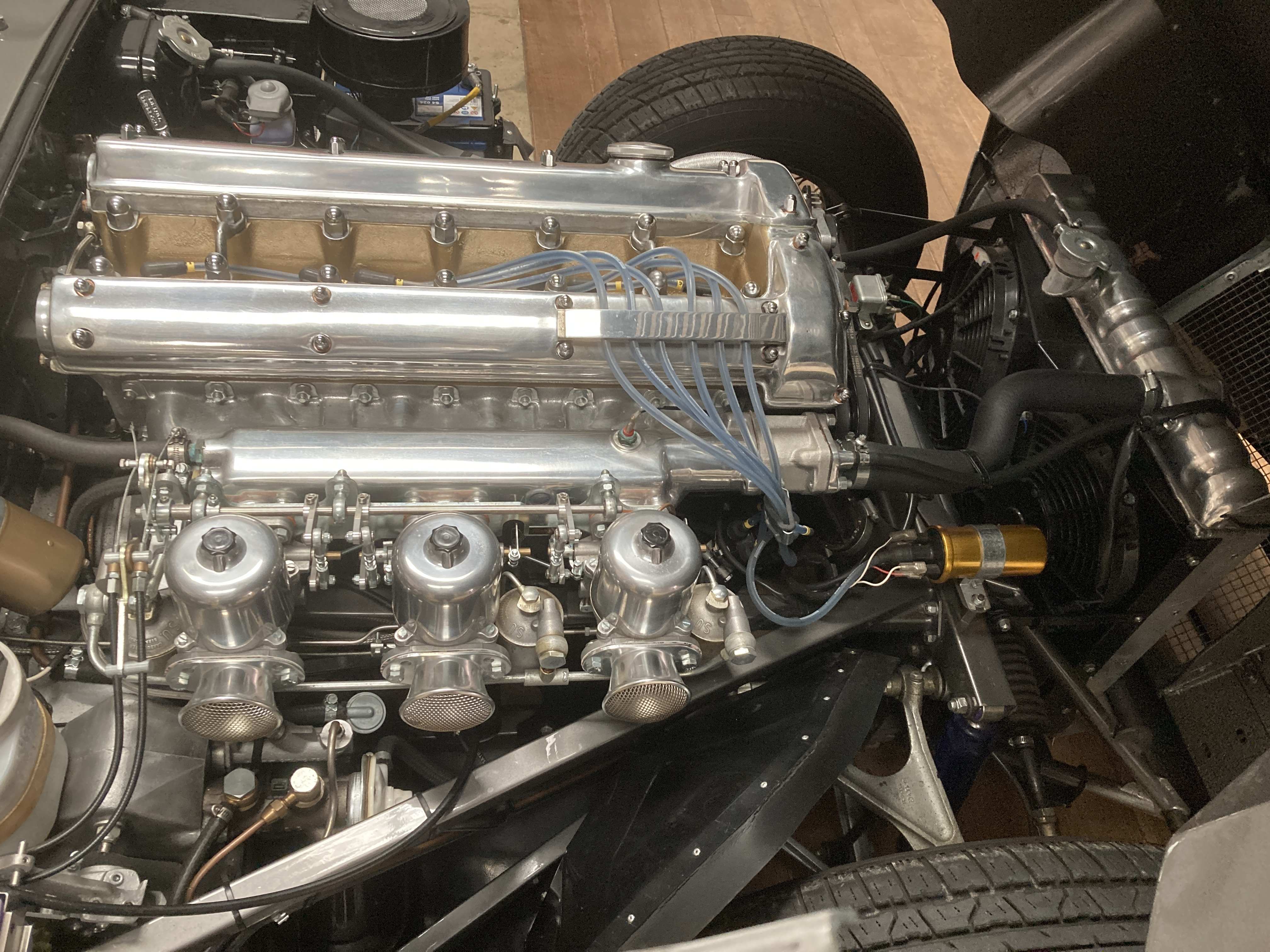
Рядний 6-циліндровий двигун DOHC XK чітко розташований за передньою віссю FMR Jaguar E-Type
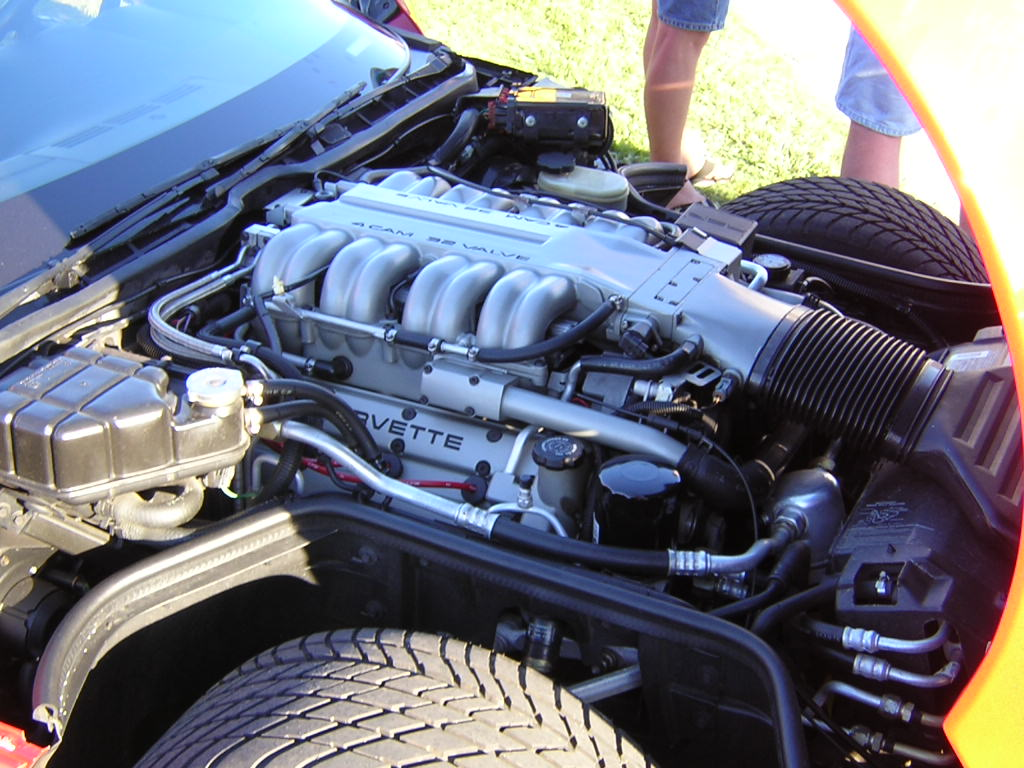
Усі Chevrolet Corvette від другого покоління (модельний рік 1963) до сьомого (модельний рік 2019) є FMR. Над передньою віссю можуть розташовуватися лише додаткові елементи цього двигуна Chevrolet Corvette ZR-1.
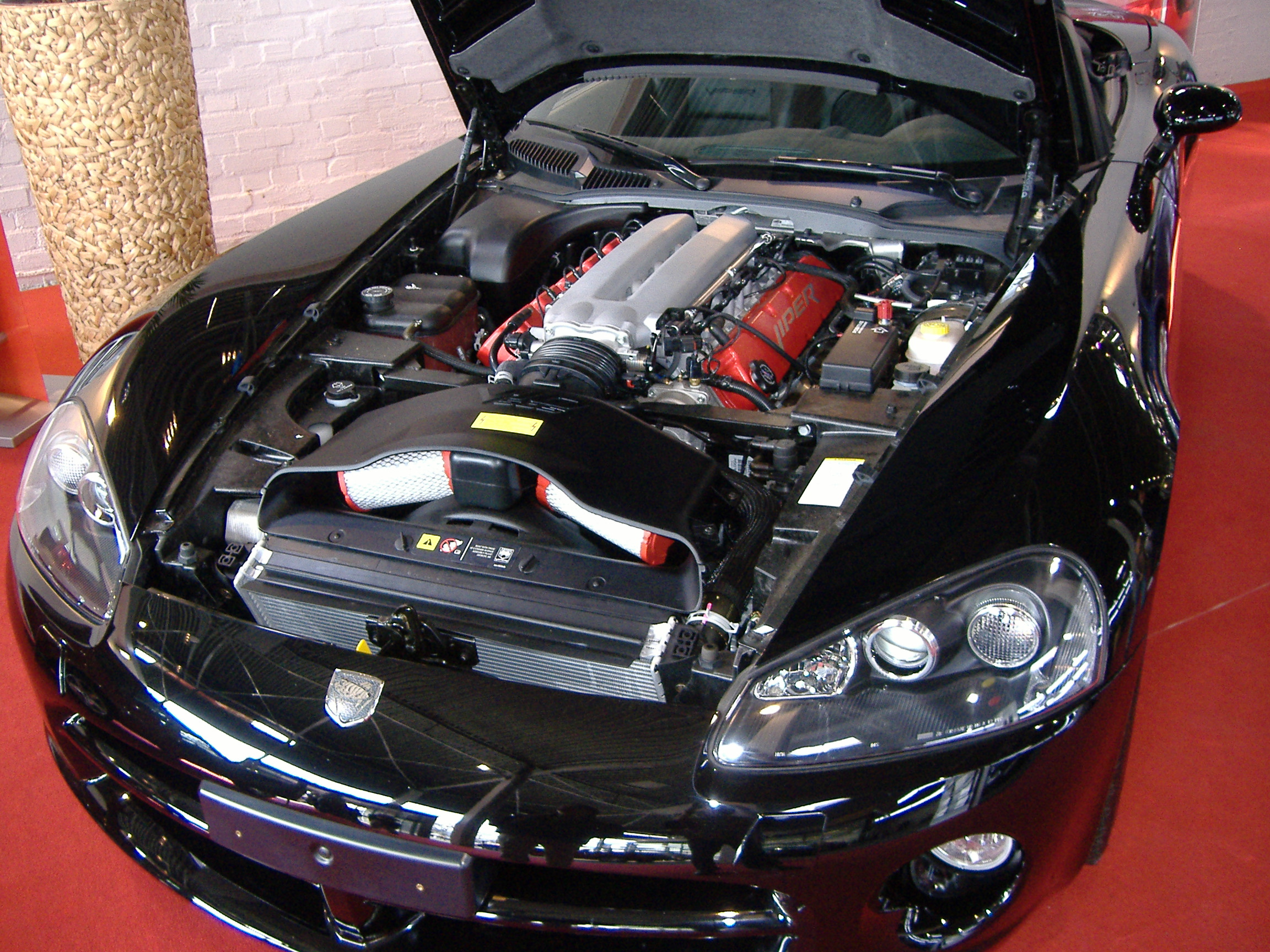
Dodge Viper, який демонструє свій 8,4-літровий V10, розташований за передньою віссю автомобіля, типове розташування FMR